# Municipio de Nachusa
El municipio de Nachusa (en inglés: Nachusa Township) es un municipio ubicado en el condado de Lee en el estado estadounidense de Illinois. En el año 2010 tenía una población de 493 habitantes y una densidad poblacional de 6,58 personas por km².

## Geografía
El municipio de Nachusa se encuentra ubicado en las coordenadas 41°49′39″N 89°22′28″O / 41.82750, -89.37444. Según la Oficina del Censo de los Estados Unidos, el municipio tiene una superficie total de 74.96 km², de la cual 74,94 km² corresponden a tierra firme y (0,03 %) 0,02 km² es agua.

## Demografía
Según el censo de 2010, había 493 personas residiendo en el municipio de Nachusa. La densidad de población era de 6,58 hab./km². De los 493 habitantes, el municipio de Nachusa estaba compuesto por el 94,52 % blancos, el 0,41 % eran afroamericanos, el 0,81 % eran asiáticos, el 0,41 % eran de otras razas y el 3,85 % eran de una mezcla de razas. Del total de la población el 4,46 % eran hispanos o latinos de cualquier raza.